# Sumiko Mizukubo
Sumiko Mizukubo (水久保澄子, Mizukubo Sumiko), née le 10 octobre 1916 et dont la date de décès est inconnue, est une actrice japonaise. Son vrai nom est Tatsuko Ogino (荻野辰子, Ogino Tatsuko).

## Biographie
Sumiko Mizukubo a tourné dans près de 40 films entre 1932 et 1935.

## Filmographie

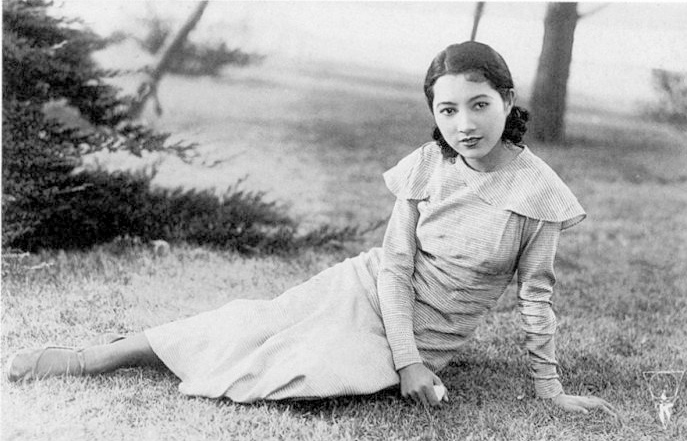
Sumiko Mizukubo en 1932.

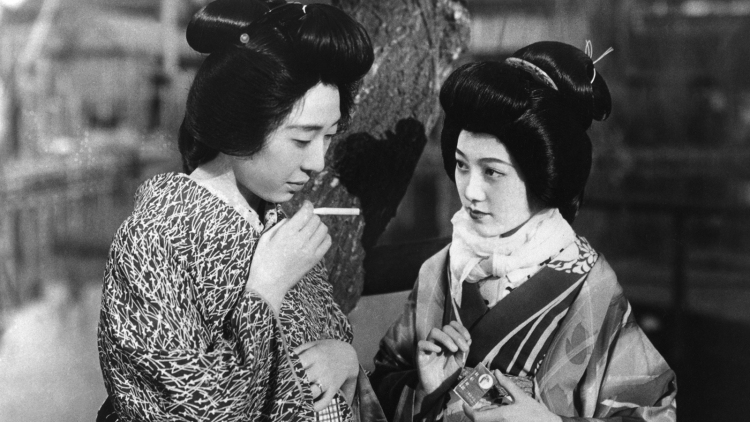
Mitsuko Yoshikawa et Sumiko Mizukubo dans Après notre séparation (1933).

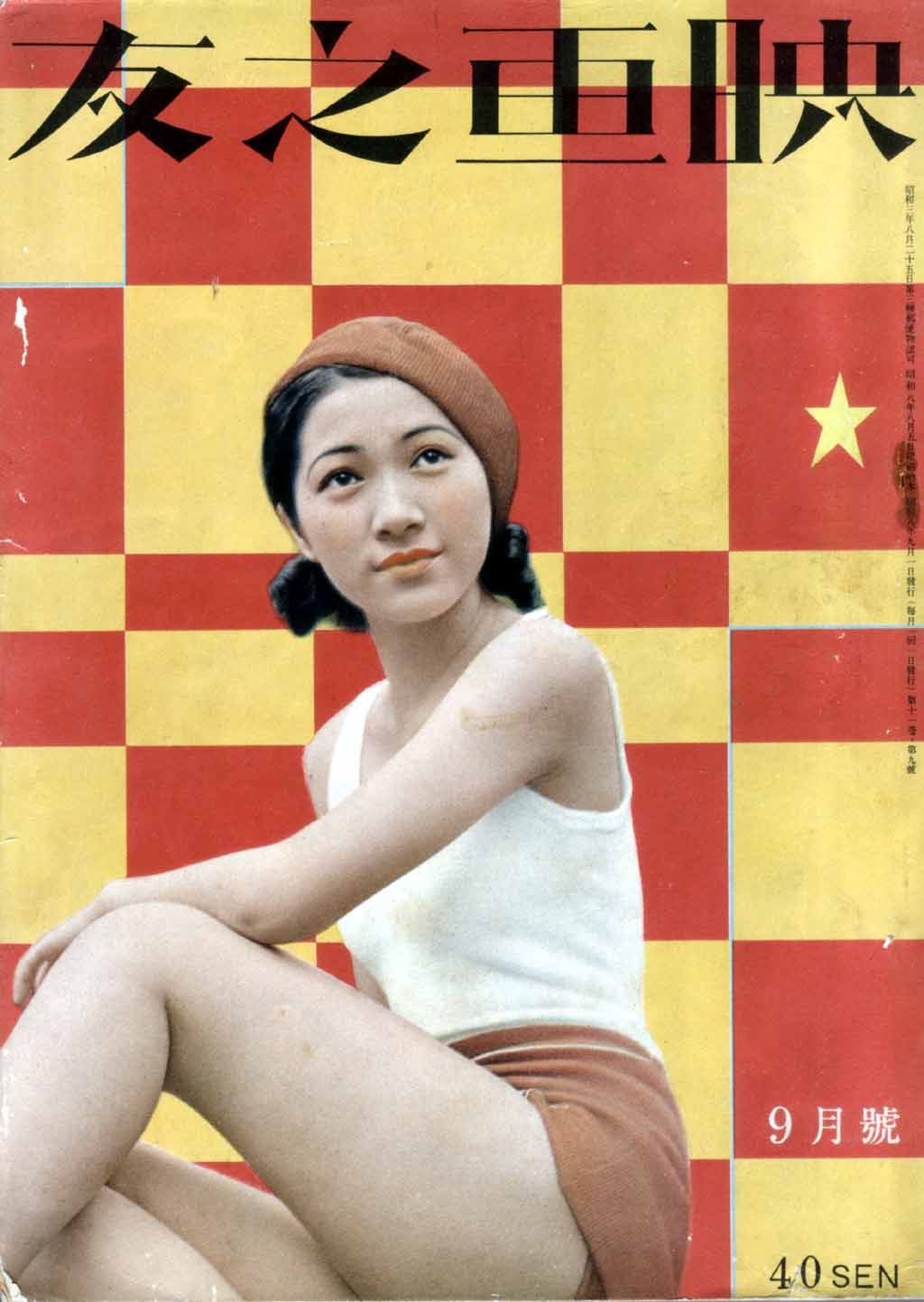
En couverture de Eiga no tomo (septembre 1933).

Sauf indication complémentaire, la filmographie de Sumiko Mizukubo est établie à partir de la base de données JMDb.
- 1932 : Un printemps mité (蝕める春, Mushibameru haru?) de Mikio Naruse : Kasumi
- 1932 : Une petite fille dans la tempête (嵐の中の処女, Arashi no naka no shojo?) de Yasujirō Shimazu
- 1932 : Kagayake Nippon josei (輝け日本女性?) de Hiromasa Nomura
- 1932 : La Fille aux chocolats (チョコレートガール, Chokoreto garu?) de Mikio Naruse : Mieko
- 1932 : Le Tokyo des amours (恋の東京, Koi no Tōkyō?) de Heinosuke Gosho
- 1932 : Riku no wakōdo (陸の若人?) de Kazunobu Shigemune
- 1932 : Sei naru nyūbō (聖なる乳房?) de Yoshinobu Ikeda
- 1932 : Tsubakihime (椿姫?) de Yoshinobu Ikeda
- 1933 : Les Rêves de la jeune fille mariée (花嫁の寝言, Hanayome no negoto?) de Heinosuke Gosho : serveuse
- 1933 : Namida no wataridori (涙の渡り鳥?) de Hōtei Nomura
- 1933 : Koi zange (恋ざんげ?) de Kazunobu Shigemune
- 1933 : Après notre séparation (君と別れて, Kimi to wakarete?) de Mikio Naruse : Terugiku
- 1933 : Femmes et Voyous (非常線の女, Hijosen no onna?) de Yasujirō Ozu : Kazuko
- 1933 : Le Printemps des dix-neuf ans (十九の春, Juku no haru?) de Heinosuke Gosho
- 1933 : Yotamono to kyakusenbi (与太者と脚線美?) de Hiromasa Nomura
- 1933 : Koi no shōhai (恋の勝敗?) de Yoshinobu Ikeda
- 1933 : Tenryū kudareba (天竜下れば?) de Hōtei Nomura
- 1933 : Aru haha no sugata (或る母の姿?) de Keisuke Sasaki
- 1933 : Iro wa nioedō (いろはにほへど?) de Yoshinobu Ikeda
- 1933 : Mon épouse coiffée (僕の丸髷, Boku no marumage?) de Mikio Naruse : Toshiko Kajihara
- 1933 : Tōkyō ondo (東京音頭?) de Hōtei Nomura
- 1933 : Le Jeune Universitaire I (大学の若旦那, Daigaku no wakadanna?) de Hiroshi Shimizu : Miyako
- 1933 : Jogakusei to yotamono (女学生と与太者?) de Hiromasa Nomura
- 1933 : La Fille et le Clairon (ラッパと娘, Rappa to musume?) de Yasujirō Shimazu
- 1933 : Hatsukoi no haru (初恋の春?) de Hōtei Nomura
- 1934 : Puisque née femme (女と生れたからにゃ, Onna to umareta karanya?) de Heinosuke Gosho
- 1934 : Genkan-ban to ojōsan (玄関番とお嬢さん?) de Hiromasa Nomura
- 1934 : Au rythme du printemps (さくら音頭, Sakura ondo?) de Heinosuke Gosho
- 1934 : Shingetsu Katsurakawa (新月かつら川?) de Eijirō Kiyose (ja)
- 1934 : Tsukigata Hanpeita (月形半平太?) de Taizō Fuyushima (ja)
- 1934 : Musume sannin kangeki jidai (娘三人感激時代?) de Hiromasa Nomura
- 1934 : Essai de vie séparée d'un jeune couple (若夫婦試験別居, Wakafūfu shiken bekkyo?) de Yutaka Abe
- 1934 : Geisha sandaiki (Shōwa hen) (芸者三代記＜昭和篇＞?) de Toshio Ōtani (ja)
- 1934 : Gantō no shojo (巌頭の処女?) de Hisatora Kumagai
- 1934 : Gurentai no uta (愚連隊の唄?) de Satoshi Taguchi (ja)
- 1935 : Watashi ga oyome ni ittanara (わたしがお嫁に行ったなら?) de Hisatora Kumagai, Toshio Ōtani (ja) et Masahisa Sunohara (en)
- 1935 : Nichizō getsuzō (日像月像?) de Yutaka Abe
- 1935 : Mittsu no shinju (三つの真珠?) de Kazunobu Shigemune
- 1935 : Le Grand Japon pays de mer (海国大日本, Kaikoku Dainippon?) de Yutaka Abe